# آکیرا سونه
آکیرا سونه (انگلیسی: Akira Sone؛ زادهٔ ۹ ژوئیهٔ ۲۰۰۰) جودوکار اهل ژاپن است.